# 屍人莊殺人事件
《屍人莊殺人事件》（日语：屍人荘の殺人）是日本作家今村昌弘所著的推理小說。今村憑這本出道作品一舉獲得鮎川哲也獎、《這本推理小說真厲害！》第1名、週刊文春推理小說 Best 10第1名、本格推理小說 Best 10第1名、書店大獎第3名、本格推理大獎等獎項，為日本國內首次有小說能夠稱霸4個推理小說排行榜，震撼日本推理出版界。
2019年12月起，改編漫畫於少年Jump+上連載。改編真人電影亦於2019年12月上映，由神木隆之介主演。

## 故事簡介

### 原作小說
即將踏入暑假，大學生葉村讓卻無所事事。同為推理愛好會的成員，小有名氣的大學生偵探明智恭介有一提議：他聽聞電影研究社即將在8月舉辦合宿拍攝，於是便纏着社長加入，但遭連番拒絕。此時一名神秘美少女劍崎比留子現身，以「不問她目的」和「她一同參加」為條件，讓明智與葉村一同參與合宿。

合宿地點是深山別墅「紫湛莊」，連同管理員一共八男六女即將享受青春洋溢的時光。而原來電研社背後卻連連出現怪事：社員自殺、影片出現恐怖人臉、收到恐嚇字條。各合宿成員也似乎各懷鬼胎，帶着不同的理由參加前來。

在晚上試膽大會之際，遠方叢林卻傳出淒厲的尖叫聲，危及生命的災難撲面而來——

被逼困在紫湛莊的眾人，身邊只剩餘有限的食物和食水，同時絕望地發現電訊網絡被截斷，情況猶如被困孤島一般。更可怕的是，竟然接二連三發生恐怖的殺人事件……

## 登場人物
演員參照自2019年電影版。

### 主要人物
葉村讓（／），演員：神木隆之介
男主角，故事第一視點。神紅大學經濟學院1年級生。推理愛好會的會員。喜歡推理作品，本來想加入學校公認的「推理研究社」，後來被非公認的「推理愛好會」會長明智恭介邀請入會，自此兩人成為唯二會員。
電影版有所改動，改為理學院學生。見面初期已對劍崎比留子有好感。
劍崎比留子（／），演員：濱邊美波
女主角。神紅大學文學院2年級生。有一頭過肩的黑色長髮，身高約一百五十公分出頭。容貌秀麗，稱得上美女。是橫濱很有歷史的世家的千金。與此同時，挑戰過許多連警方都束手無策的難案、怪案，發揮罕見推理能力一一破案。以「不問她目的」和「她一同參加」為條件，攜同明智與葉村參加電影研究社的合宿。合宿事件後委託他人調查「班目機關」。
電影版有所改動，改為1年級生。與推理愛好會初次見面的場合由咖啡廳改為校內。
明智恭介（／），演員：中村倫也
男性。神紅大學理學院3年級生。推理愛好會的會長。自稱神紅的福爾摩斯。帶着無框眼鏡。把印着「推理愛好會會長」的名片，派到校內各大社團及附近的偵探事務所和派出所。加上實際上曾解決過幾樁校內委託案，所以小有名氣。偶爾田沼偵探事務所會介紹一些零工。得知電影研究社在8月下旬會到別墅合宿，希望一同前往但遭拒絕，與劍崎留比子交易後順利參與合宿。
電影版有所改動，改為留級的第7年大學生。並把小說裏的食堂推理遊戲和未有詳述的試題外洩事件，改編成為與劍崎留比子初次見面的契機。

### 電影研究社的相關人士
※2019年電影中，大部分角色所屬社團改為搖滾音樂節研究會。
進藤步（／），演員：葉山獎之
男性。神紅大學藝術學院3年級生，電影研究社的社長。星川麗花的戀人。戴着眼鏡，感覺很認真的纖細男性。但內裏是暗懷鬼胎。去年參加了電影研究社的合宿，知悉其中內情。希望討好七宮學長們，為此要確保參加合宿的女生人數，甚至邀請社外人士。
星川麗花（／），演員：福本莉子
女性。神紅大學藝術學院3年級生，戲劇社的成員。進藤步的戀人。有一頭栗色波浪卷頭髮，跟偶像明星一般可愛的長相。
名張純江（／），演員：佐久間由衣
女性。神紅大學藝術學院2年級生，戲劇社的成員。有些神經質。很容易暈車，平常需要助眠劑進入睡眠。
高木凜（／），演員：布施繪理
女性。神紅大學經濟學院3年級生，電影研究社的成員。留着中性短髮，是個五官清晰且輪廓鮮明的美女。是個高個子（比靜原美冬高出一個頭），氣質強勢又有點男孩子氣。去年參加了電影研究社的合宿，知悉其中內情。本來不想參加合宿，但因為靜原美冬參加了，為了保護她繼而報名。
電影版有所改動，改成一位臨時進入紫湛莊避難的中年婦人。
靜原美冬（／），演員：山田杏奈
女性。神紅大學護理科1年級生，電影研究社的成員。長相端整，是個很適合用脫俗來形容的黑髮少女。是個矮個子。常與高木一同行動。比較文靜。
電影版有所改動，由原本隨團參加合宿的學生，改成一位臨時進入紫湛莊避難的少女。
下松孝子（／），演員：大關澪花
女性。神紅大學社會學院3年級生，電影研究社的成員。美女，不過氣質與其他女性成員有點不同。會將蓬鬆燙捲的金髮束成馬尾，仔細描繪出一臉辣妹風的妝容，就像時下街頭的年輕女孩。愛笑又外向，討人喜愛。
電影版有所改動，改為不被七宮學長們放在眼內。
重元充（／），演員：矢本悠馬
男性。神紅大學理學院2年級生，電影研究社的成員。身型肥胖，戴着眼鏡。對殭屍題材作品有深入認識。對可樂有一定程度上的上癮。
七宮兼光（／），演員：柄本時生
男性。神紅大學畢業生，電影研究社的前成員。大概3、4年前畢業。別墅「紫湛莊」屋主的兒子，家裏是小有名氣的電影製作公司。每年都會免費邀請當屆電研社前往別墅合宿。小個子，五官端整，皮膚白晳，眼睛和嘴巴每個部位都小，頭髮往後梳。個性較自我中心，常常對別墅管理員發出不合理要求。
立浪波流也（／），演員：古川雄輝
男性。神紅大學畢業生，電影研究社的前成員。年紀大概二字頭中後。七宮的朋友。每年都會與七宮參加合宿。晒得黝黑，一頭往後梳的頭髮束在腦後，是個狂野風格的帥哥。很有大哥風範。合宿成員當中比較高大強壯的一位。
出目飛雄（／），演員：塚地武雅
男性。神紅大學畢業生，電影研究社的前成員。七宮的朋友。每年都會與七宮參加合宿。雙眼間的距離長，髮型類似公雞頭。個性囂張，對別人呼呼喝喝，唯獨聽從七宮和立浪的說話。
電影版有所改動，改成一位臨時進入紫湛莊避難的中年人。

### 其他
管野唯人（／），演員：池田鐵洋
男性。「紫湛莊」的現任管理員，去年十一月到職的。戴着眼鏡，忠厚老實。年紀大概三十左右。
以前在東京的企業上班，後來公司倒閉，透過朋友介紹給七宮的父親。父母早逝，最近妹妹也意外過世。
濱坂智教（／）
男性。儀宣大學生物學副教授。公安在他家中找到疑似「班目機關」的舊資料，但濱坂本人卻連同大學研究室的實驗資料一同消失。率領團隊到舉辦「薩貝爾搖滾音樂節」的自然公園，進行自稱「革命」的秘密行動。
班目榮龍（／）
戰後岡山縣的富豪，研究機構「班目機關」的創辦人。

## 漫畫
改編漫畫由三代川將作畫，在《少年Jump+》從2019年5月25日連載至2021年5月15日，每月更新一次。
| 卷數 | 集英社        | 集英社                 | 青文出版社     | 青文出版社             |
| 卷數 | 發售日期      | ISBN                   | 發售日期       | ISBN                   |
| ---- | ------------- | ---------------------- | -------------- | ---------------------- |
| 1    | 2019年12月4日 | ISBN 978-4-08-891488-6 | 2021年12月30日 | ISBN 978-626-303-866-0 |
| 2    | 2020年5月13日 | ISBN 978-4-08-891532-6 | 2022年9月28日  | ISBN 978-626-340-084-9 |
| 3    | 2020年10月2日 | ISBN 978-4-08-882459-8 | 2022年12月28日 | ISBN 978-626-340-432-8 |
| 4    | 2021年7月2日  | ISBN 978-4-08-882704-9 | 2023年5月15日  | ISBN 978-626-340-753-4 |

## 電影
改編真人電影於2019年12月13日在日本上映。主題曲是由Perfume主唱的《再生》。

### 演員列表
- 葉村讓：神木隆之介（台灣配音：何志威）
- 劍崎比留子：濱邊美波（台灣配音：詹雅菁）
- 明智恭介：中村倫也（台灣配音：胡鎮璽）
- 進藤步：葉山獎之（台灣配音：翁瑞陽）
- 星川麗花：福本莉子
- 重元充：矢本悠馬（台灣配音：翁瑞陽）
- 名張純江：佐久間由衣（台灣配音：楊慧玉）
- 下松孝子：大關澪花
- 靜原美冬/遠藤美冬：山田杏奈（台灣配音：曾莉婷）
- 出目飛雄：塚地武雅
- 高木凜：布施繪理（台灣配音：楊慧玉）
- 菅野唯人：池田鐵洋（台灣配音：胡鎮璽）
- 立浪波流也：古川雄輝（台灣配音：鍾少庭）
- 七宮兼光：柄本時生（台灣配音：鍾少庭）

## 續集小說
1. 『魔眼の匣の殺人』（《魔眼之匣殺人事件》，2020年7月2日出版，詹慕如譯。獨步文化）
2. 『兇人邸の殺人』（《凶人邸殺人事件》，2022年9月4日出版，詹慕如譯。獨步文化）

## 外部連結
- 小說官方網站 （页面存档备份，存于）（日語）
- 漫畫官方網站 （页面存档备份，存于）（日語）